# Toivo Kärki
Toivo Pietari Johannes Kärki (Pirkkala, 3 dicembre 1915 – Helsinki, 30 aprile 1992) è stato un compositore e musicista finlandese.
È conosciuto per la sua collaborazione lavorativa con Reino Helismaa.
Nella sua carriera ha composto centinaia di brani, in particolare musica da film, teatro e radio.